# 系統建模語言

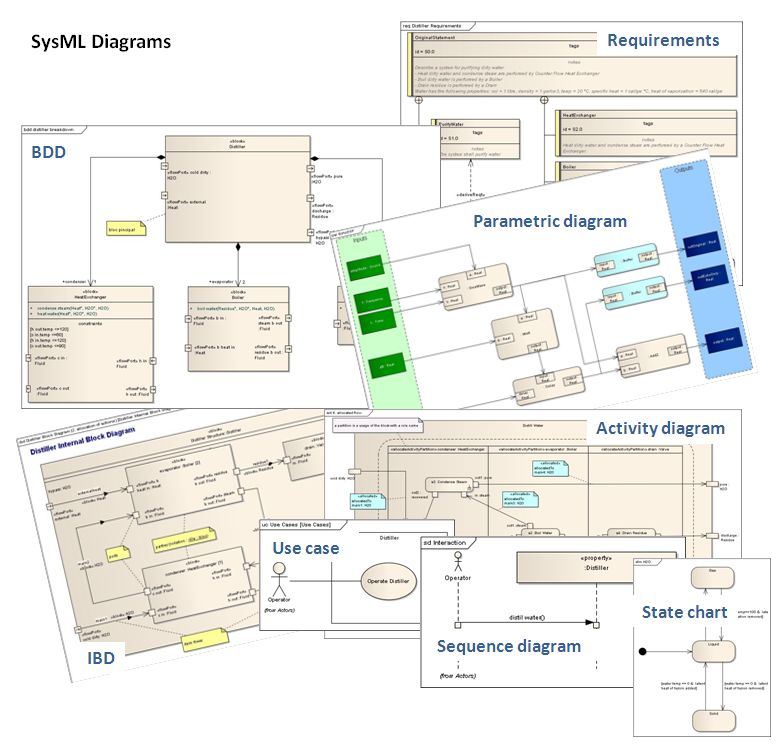
各種SysML圖

系統建模語言（Systems Modeling Language）簡稱SysML，是針對系統工程應用的通用建模語言。系統建模語言可以分析許多系統及複合系统的規格、分析、設計及驗證及確認。
系統建模語言是源於開源專案中，其中也包括允許散佈及使用的開源授權。系統建模語言是由统一建模语言（UML）子集延伸所定義的。

## 和UML的差異
统一建模语言（UML）是軟體建模的語言，而系統建模語言（SysML）是應用在系統建模上，相較於UML，有以下系統工程上的改進；
- 相較於UML以軟體為中心的限制，SysML的圖比較可以充份表達系統工程的概念，而且其中加上了二種圖，分別是需求圖及參數圖。前者可以用在需求工程上，後者可以用在性能分析以及量化分析上。因著這些提昇，SysML建模的系統中可以包括硬體、軟體、資訊、流程、人員以及設備。
- SysML比UML小，因此在學習和應用都比較方便[3]。SysML刪除了許多UML以軟體為主的構造，在圖的種類以及整個構造上都比UML要小。
- SysML配置表可以支援多種配置方式。UML只能用表格標示方式表示，比較受限。SysML有可變的配置表，其中支援需求配置、功能配置以及結構配置。這有助於自動化的驗證及確認（V&V）以及差異分析。
- SysML模型管理構造中支援模型、視圖以及viewpoint。這些構造擴展了UML的能力，其架構上也符合IEEE-Std-1471-2000（英语：IEEE 1471）（IEEE Recommended Practice for Architectural Description of Software Intensive Systems）。

SysML復用了UML 2裡面的7種圖，增加2種圖（需求圖以及參數圖），一共有9種。SysML也支援配置表，其格式為表格，可以從SysML的配置關係中動態產生。在SysML FAQ中有有關SysML和UML 2圖形的比較表。
考慮汽車系統的建模：SysML可以用需求圖來有效的找到功能、參數及以性能的需求，而UML只能用用例图找到高階的功能需求。而SysML可以用參數圖精準的定義性能需求以及量化需求，像是最大加速度、最小車重以及整體空氣調節能力。而UML沒有直接的機制可以找到這些重要的性能以及量化資訊。
有關車用系統的其他部份，強化的活动图以及狀態圖可以用來說明嵌入式軟體的控制邏輯，以及行車電腦上的資訊流。其他SysML的結構圖以及行為圖可以用來建模製造車輛的工廠，以及在工廠中工作各組織之間的介面。

## 圖形
系統建模語言包括了九種圖形，其中有些是源自统一建模语言。
- 活動圖
- 方塊定義圖（英语：Block definition diagram）
- 內部方塊圖（英语：Internal block diagram）
- 包图（英语：Package diagram）
- 參數圖（英语：Parametric diagram）
- 需求圖（英语：Requirement diagram）
- 时序图
- 狀態機圖
- 用例图